# Rontijärvi
Ronttijärvi eller Rontijärvi är en sjö i Finland. Den ligger i kommunen Kuusamo i landskapet Norra Österbotten, i den nordöstra delen av landet, 700 km norr om huvudstaden Helsingfors. Ronttijärvi ligger 244,7 meter över havet. Den är 32,15 meter djup. Arean är 81,4 hektar och strandlinjen är 5,34 kilometer lång. Sjön  ingår i Koundaälvens huvudavrinningsområde. 